# Нагази
Нагази (груз. ნაგაზი), или Грузинская овчарка (груз. ქართული ნაგაზი), или Грузинская горная собака (груз. ქართული მთის ძაღლი) — грузинская национальная порода собаки, одна из древнейших пород собак в мире.

## История
В грузинской литературе о нагази писали еще шесть веков назад. Сулхан-Саба Орбелиани описывал эту породу, как царскую боевую и охотничью собаку. Позже, великий грузинский историк Вахушти Багратиони, описывая быт жителей грузинского региона Цианети (ныне это Казбегский, Душетский, Тианетский районы), где жили овцеводы, сообщил, что у чабанов (грузинских пастухов) есть верные помощники, которые заставляют убегать со своего пути не только волков, но и барсов. Мало того, даже медведи предпочитают обходить стороной те участки, где служат человеку бесстрашные и отважные волкодавы… На протяжении тысячелетий создавались словесные портреты нагази и рисунки.

## Общий вид
Красивая и крупная собака, физически сильная, выносливая, неприхотливая к любым климатическим условиям. По характеру смелая, независимая, уверенна в себе, но уравновешенная и спокойная.

## Тип конституции
Грубая, с массивным костяком (индекс конституции не менее 20—22 у кобелей и не менее 19—20 у сук), с мощной рельефной мускулатурой. Кожа толстая, эластичная. Подкожная клетчатка хорошо развита.

## Особенности поведения
Уравновешенный, преобладающая оборонительная реакция в активной форме. Сильно  развит инстинкт охраны территории. Собаки этой породы мужественные, с чувством собственного достоинства, недоверчивые к посторонним, с враждебной агрессией к хищникам, особенно к волкам и волкообразным собакам, а также к потенциальным соперникам в иерархии.

## Недостатки
Некоторая настороженность, переходящая в робость, а также активная агрессия к незнакомому человеку.